# District de Jangseong
Le district de Jangseong est un district de la province du Jeolla du Sud, en Corée du Sud.

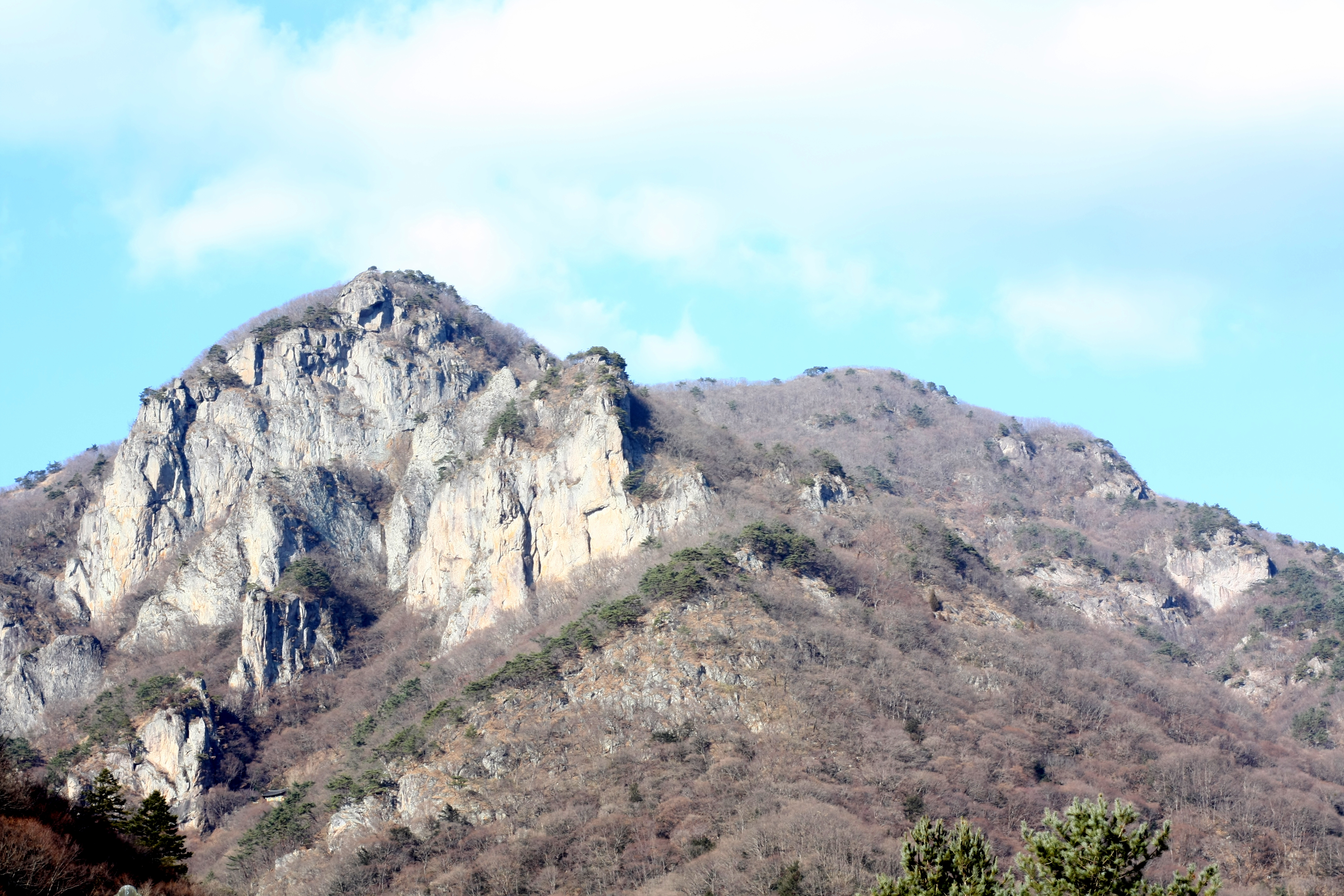
Baekyangsan à Jangseong, Corée